# Śmiałkowie Ludu

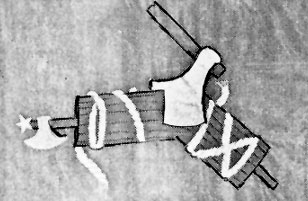
Symbol używany przez Śmiałków Ludu, siekiera przecinająca fasces.

Insygnia stosowana przez Śmiałków Ludu.

Śmiałkowie Ludu (wł. Arditi del Popolo) – była włoską bojową organizacją antyfaszystowską założoną pod koniec czerwca 1921, w celu przeciwstawienia się powstającej Narodowej Partii Faszystowskiej Benito Mussoliniego i rosnącej przemocy ze strony paramilitarnych czarnych koszul. Grupowała rewolucyjnych związkowców, socjalistów, komunistów, anarchistów, republikanów, antykapitalistów, a także niektórych byłych oficerów wojskowych. Jednymi ze współzałożycieli byli Argo Secondari, Gino Lucetti (który 11 września 1926 próbował zamordować Mussoliniego) oraz Guido Picelli.
Trzon Śmiałków Ludu stanowili byli członkowie Arditi, ochotniczej elitarnej włoskiej jednostki wojskowej z okresu I wojny światowej, która m.in. w 1919 okupowała Fiume pod dowództwem Gabriele d'Annunzio, który proklamował tam Regencję Carnaro. Weterani włączeni w tworzenie Śmiałków Ludu, byli blisko związani z anarchistą Argo Secondarim, który również walczył w szeregach Arditi. Niedługo po założeniu organizacji przyłączyła się do niej Formacja Obrony Proletariatu (wł. Formazioni di difesa proletaria). Latem 1921 Śmiałkowie grupowali około 20 000 członków.
Śmiałkowie Ludu byli prawdopodobnie pierwszą bojową organizacją antyfaszystowską w historii.

## Historia
Złożeni z socjalistów, anarchistów i komunistów Śmiałkowie Ludu nie byli wspierana przez żadną partię lewicową (w tym ani przez Włoską Partię Socjalistyczną - PSI, ani przez Włoską Partię Komunistyczną - PCI). Natomiast działający w latach 1921-1922 rząd Ivanoe Bonomi z niepokojem przyglądał się powstaniu antyfaszystowskiej bojówki, którą traktował jako przeszkodę w zawarciu rozejmu z rosnącymi w siłę faszystami.
10 lipca 1921 Włodzimierz Lenin napisał w „Prawdzie” artykuł wychwalający Arditi i poddający krytyce działania PCI pod kierownictwem Amadeo Bordiga. 3 sierpnia 1921 będąca u władzy PSI, a także związek zawodowy Powszechna Konfederacja Pracy (CGT) podpisały pakt pacyfikacji (wł. patto di pacificazione) z Mussolinim i jego Związkami Kombatanckimi. Dokument ten wzywał do „natychmiastowych działań w celu położenia kresu gróźb, napaści, odwetu, aktów zemsty i przemocy osobistej wszelkiego rodzaju” przez każdą ze stron w celu „wzajemnego szacunku” przez „wszystkie organizacje gospodarcze”. Włoscy futuryści, syndykaliści oraz inni faworyzowali pakt pokojowy Mussoliniego jako próbę „pojednania z socjalistami”.  Inni postrzegali to jako sposób na utworzenie „wielkiej koalicji nowych partii masowych” w celu „obalenia systemów liberalnych” za pośrednictwem parlamentu lub społeczeństwa obywatelskiego.
CGT i PSI odmówiło oficjalnego uznania milicji antyfaszystowskiej, natomiast PCI nakazała swoim członkom opuścić organizację z powodu obecności w jej szeregach niekomunistów.
Działaniom Bordiga sprzeciwił się marksistowski filozof Antonio Gramsci oraz wielu działaczy komunistycznych, którzy popierali Śmiałków Ludu. W październiku 1921 Komintern skrytykował „sekciarską politykę” PCI, która objawiała się m.in. środkami dyscyplinarnymi wobec członków popierającym Śmiałków Ludu. Jednak po podporządkowaniu się Gramsci i „L'Ordine Nuovo” PCI, anarchistyczna gazeta „Umanità Nova” pozostała jedynym rzecznikiem ruchu robotniczego, który wspierał organizację antyfaszystów.
6 lipca 1921 w Rzymie Śmiałkowie w liczbie 3 batalionów po 1000 członków każdy, niosąc proporce i pod dowództwem byłego porucznika Argo Secondariego, wzięli udział w liczącej ok. 50 tys. ludzi demonstracji antyfaszystowskiej. Organizacja antyfaszystowska brała udział m.in. w obronie Viterbo 10-12 lipca 1921 przed wkroczeniem do miasta czarnych koszul czy starciach 21 lipca w Sarzana, kiedy śmierć poniosło ok. 20 członków organizacji faszystowskich.
Jeden z najważniejszych sukcesów Śmiałków Ludu miał miejsce w Parmie w sierpniu 1922, kiedy 350 antyfaszystów, kierowanych przez weteranów I wojny światowej – Antonio Cieriego i Guido Picelliego, skutecznie obroniło miasto przed 10-tysięczną faszystowską ofensywą kierowaną przez Roberto Farinacciego, który w 1935 stał się członkiem Wielkiej Rady Faszyzmu, i Italo Balbo, jednego z czterech głównych planistów Marszu na Rzym. Śmierć poniosło wówczas 5 Śmiałków oraz 40 faszystów.
Działalność Śmiałków całkowicie zaniknęła w 1924, w efekcie agresywnych działań faszystów, którzy przy udziale państwa zdołali aresztować bądź zamordować liderów ruchu antyfaszystowskiego. Niektórzy byli członkowie antyfaszystowskiej organizacji walczyli potem po stronie republikańskiej podczas hiszpańskiej wojny domowej.

## Struktura organizacyjna
Zdecydowana większość członków Śmiałków Ludu była robotnikami (przede wszystkim kolejarzami, pracownikami metalurgii, robotnikami budowlanymi, pracownikami portów, stoczniowcami, robotnikami rolnym oraz listonoszami). Poza robotnikami do organizacji dołączali także chłopi, urzędnicy, adwokaci oraz studenci. Zazwyczaj były to młode osoby, które nie osiągnęły nawet wieku poborowego.
Wśród Śmiałków w północnych Włoszech dominowali komuniści, zaś w środkowych anarchiści, szczególnie w regionach o silnych tradycjach anarchistycznych, jak: Livorno, La Spezia, Parma, Ancona, Bari, Pisa, Piombino oraz Rzym. Same zaś struktury organizacji przypominały wojskowe: podstawową jednostką był oddział (drużyna), który składał się z 10 członków i dowódcy, 4 oddziały (drużyny) tworzyły kompanie, zaś 3 kompanie tworzyły batalion. Struktura była jednak na tyle elastyczna, iż pozwalała na szybką reakcję w razie zagrożenia ze strony przeciwników.
Śmiałkowie Ludu nie posiadali centralnych organów, a każda Dyrekcja Komitetu Regionalnego posiadała dużą autonomię.
Do końca 1921 powstało 144 sekcji Śmiałków Ludu, które grupowały ponad 20 tys. osób. Niektóre stanowiły zupełnie nowe twory organizacyjne, inne zaś powstawały na bazie już istniejących ugrupowań, jak np. lokalne komórki PCI, Lega Proletaria lub Arditi Rossi w Trieście czy Figli di Nessuno w Genewie oraz Vercelli.

### Liczebność
| Miasto/Region | Liczba sekcji lub batalionów | Liczba członków |
| ------------- | ---------------------------- | --------------- |
| Lacjum        | 12 sekcji                    | 3 300           |
| Toskania      | 18 sekcji                    | 3 000           |
| Wenecja       | 15 sekcji                    | 2 200           |
| Lombardia     | 17 sekcji                    | 2 100           |
| Umbria        | 16 sekcji                    | 2 000           |
| Emilia Romana | 18 sekcji                    | 1 400           |
| Piemont       | 8 batalonów                  | 1 300           |
| Liguria       | 4 bataliony                  | 1 100           |
| Marche        | 12 sekcji                    | 1 000           |
| Sycylia       | 7 sekcji                     | 600             |
| Kampania      | 7 sekcji                     | 500             |
| Apulia        | 6 sekcji                     | 500             |
| Abruzja       | 1 sekcja                     | 200             |
| Kalabria      | 1 sekcja                     | 200             |
| Sardynia      | 2 sekcje                     | 150             |